# Brandgrens Rotterdam

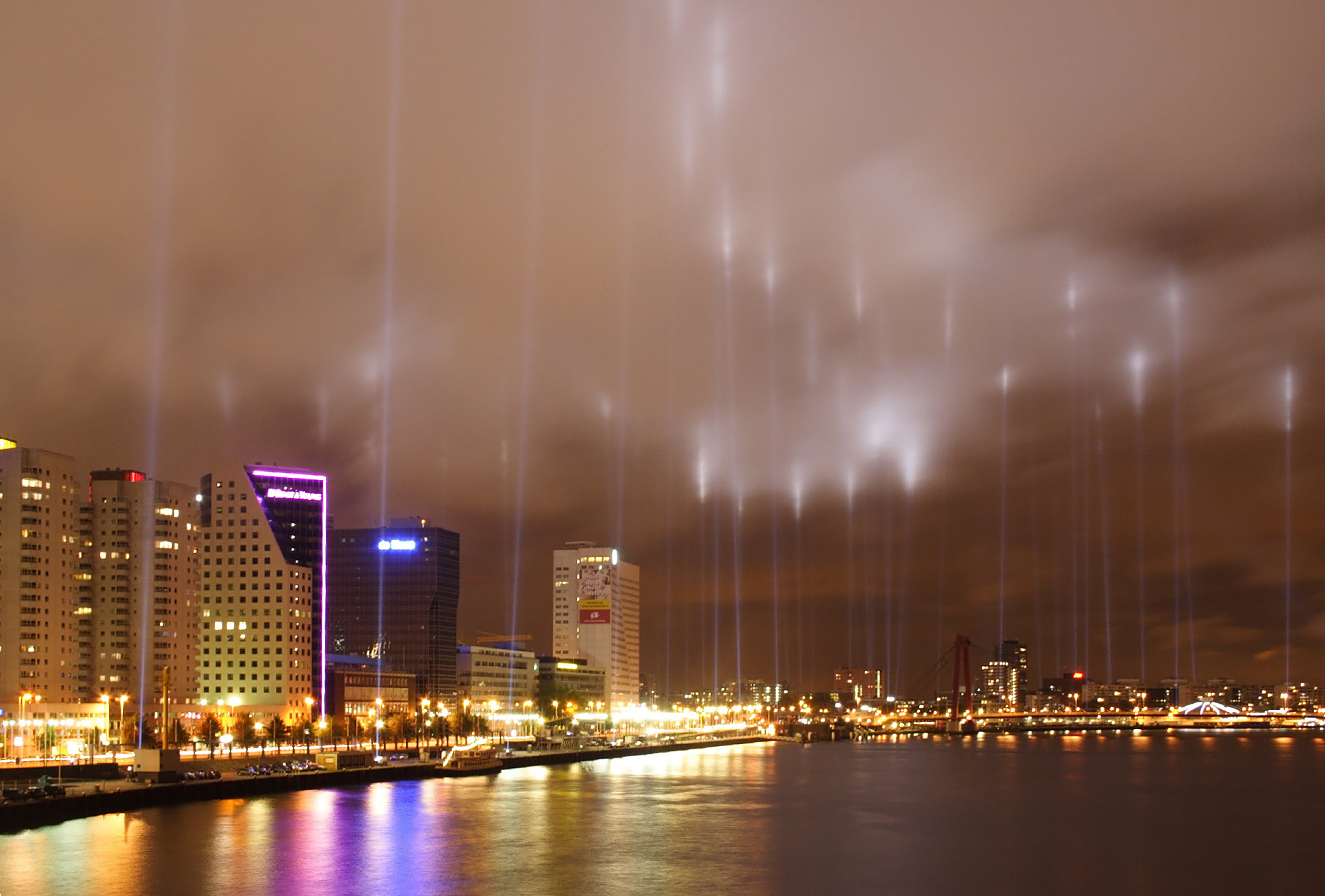
Schijnwerpers markeren in 2007 de brandgrens

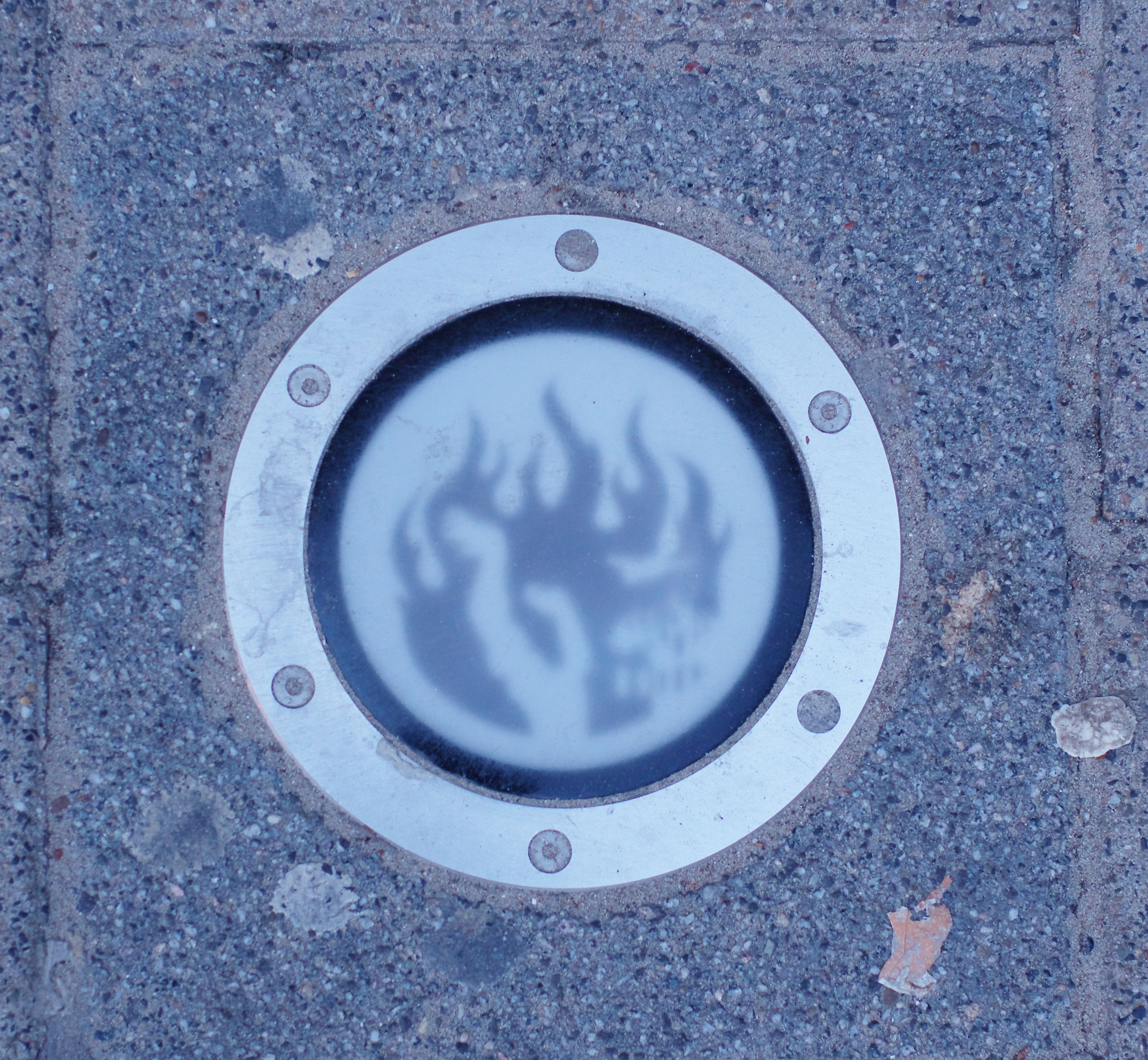
Lampje van de brandgrens

De brandgrens in Rotterdam markeert het gebied waarbinnen de brand als gevolg van het bombardement van Rotterdam in 1940 de stad had verwoest. Sinds mei 2010 is de volledige grens van twaalf kilometer gemarkeerd met lampjes in het plaveisel.

## Achtergrond
De begrenzing van het als gevolg van de Duitse aanval - en daarop volgende branden - verwoeste gebied staat in Rotterdam bekend als ‘de brandgrens’. Rotterdam heeft na de oorlog gekozen voor vernieuwing van de binnenstad en niet voor herbouw. Lange tijd werd in Rotterdam de wederopbouw gevierd en wel op 18 mei, de dag waarop werd begonnen met puinruimen. Vooruitkijken en niet terugblikken was het devies.

## Markering
Het grotendeels verwoeste centrum werd na het bombardement meteen geruimd. Anders dan in veel andere steden is de band met het verleden in het centrum van Rotterdam nauwelijks zichtbaar in de bebouwde omgeving. Daarom besloot het gemeentebestuur in 2006 dat de brandgrens blijvend gemarkeerd zou worden: de brandgrens als 'plaats van herinnering'. Voor het ontwerp was een prijsvraag uitgeschreven die werd gewonnen door Adriaan Geuze. Vanaf 14 mei 2010 (70 jaar na het bombardement) is de gehele twaalf kilometer lange brandgrens permanent gemarkeerd door plaveisellampen met rode of groene vlammetjes. Het groen gekleurde deel betreft het door het Nederlandse leger verwoeste gebied op het Noordereiland. Het exacte tracé van de brandgrens is in kaart gebracht door ir. Koos Hage.
Eerder, in 2007 en 2008, was de brandgrens al incidenteel verlicht met schijnwerpers. Een Rotterdams kunstproductiebedrijf verzorgde een project waarbij met grote lichtschijnwerpers de gehele grens verlicht werd. Honderdzevenentwintig lampen werden geplaatst en schenen naar boven. Ze gaven de skyline van Rotterdam een extra dimensie die is vastgelegd door fotobeelden met een bijzondere uitstraling.

## Overblijfselen Oud-Rotterdam net buiten de brandgrens
Net buiten de brandgrens van Rotterdam is nog een handvol historische panden van voor 1800 bewaard gebleven. Zo staan er aan de Rechter Rottekade nog drie panden uit de 18e eeuw. Ten tijde van de grote brand in 1940 zouden deze panden zelfs met natte handdoeken zo goed als mogelijk beschermd zijn zodat ze aan de vlammen zouden ontsnappen.
Tevens bevindt zich aan het Haringvliet ook nog een handvol historische panden, veelal uit de 17e en 18e eeuw, die de brand uit 1940 ook hebben overleefd.

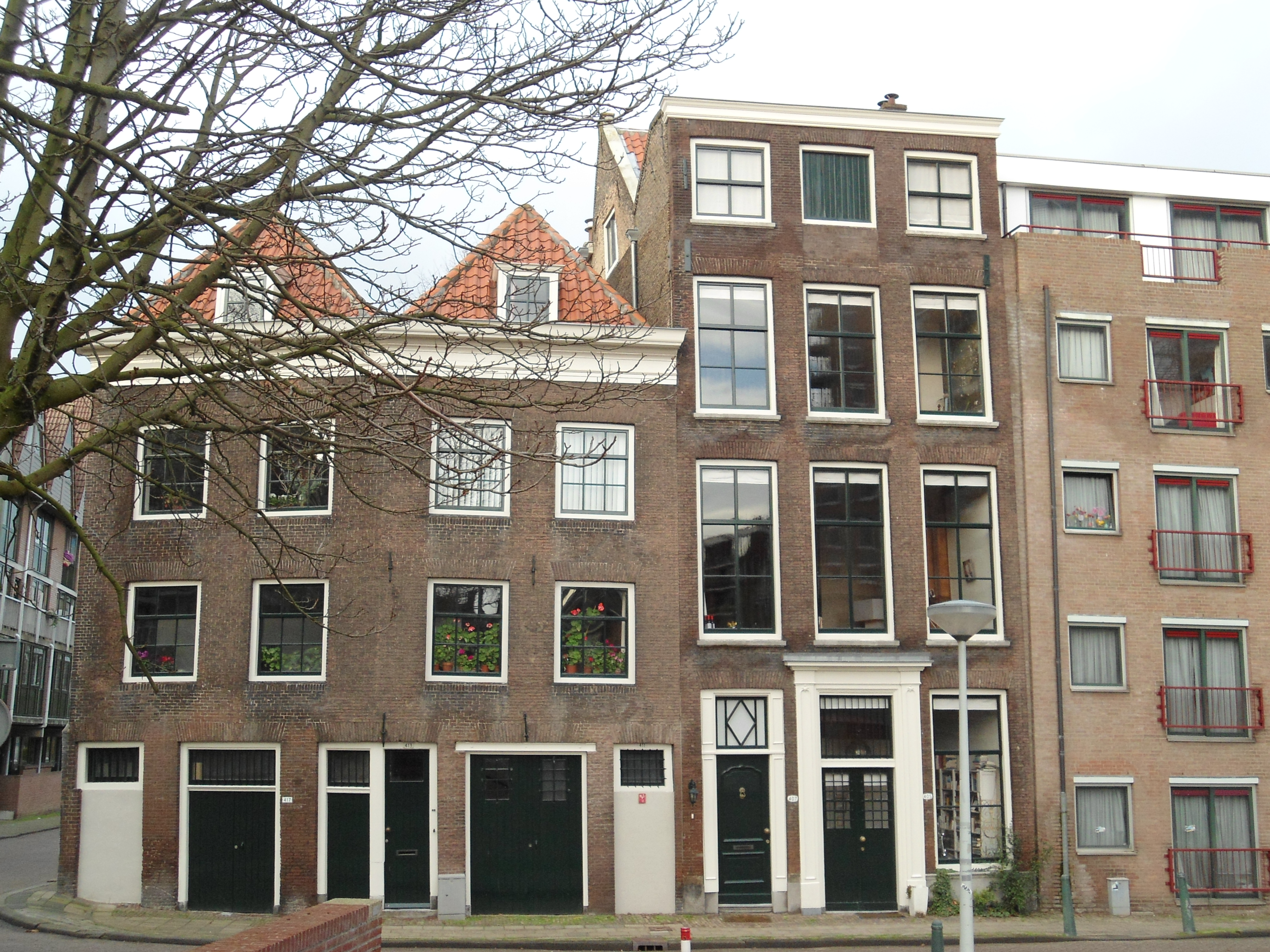
18e-eeuwse panden aan de Rechter Rottekade
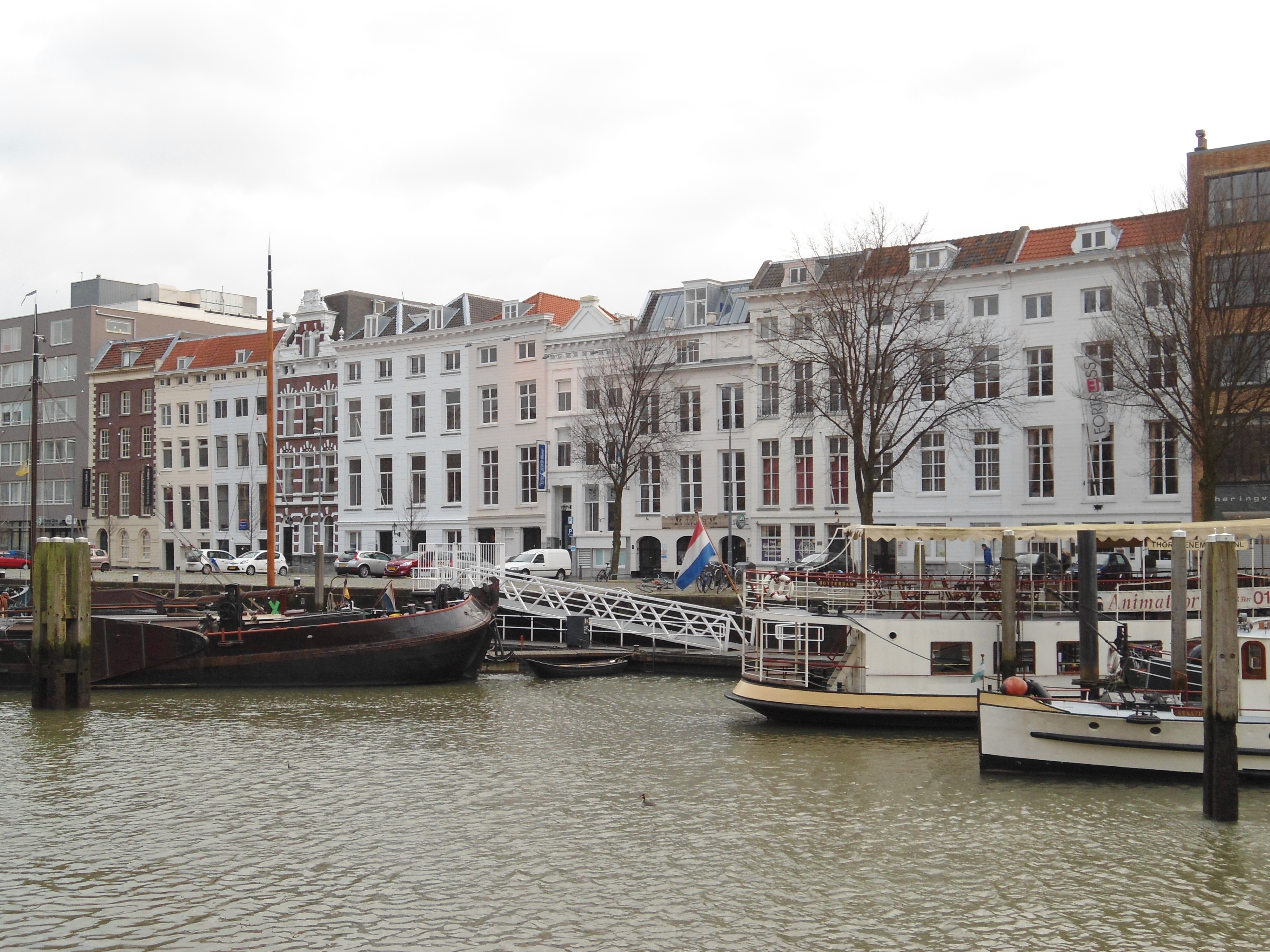
Rij 17e- en 18e-eeuwse panden aan het Haringvliet